# イマジン (ミュージカル制作会社)
株式会社イマジンは、ファミリーミュージカルなどを上演している制作会社。東京都三鷹市に所在。
1985年に『小公女セーラ』のミュージカルを上演したのが最初。以後、毎年ファミリーミュージカルを上演している。『アルプスの少女ハイジ』『若草物語』など、「世界名作劇場」を原作とした作品が多く、特に1991年初演の『トラップ一家物語』は10回以上も再演されている。
「エステー化学 ドリームミュージカル」や「マルエツ ファミリーミュージカル」などというように、協賛企業の冠を付けて公演されることが多い。